# World of Warcraft: Mists of Pandaria
World of Warcraft: Mists of Pandaria es la cuarta expansión del videojuego World of Warcraft. Fue anunciada el 21 de octubre de 2011 por Chris Metzen en la BlizzCon de 2011 y publicada el 25 de septiembre de 2012.

## Información general
Mists of Pandaria aumentará el límite de nivel de juego de 85 a 90. Se introducirá una nueva clase, el monje, junto con una nueva raza jugable, la raza Pandaren. El sistema de mascotas de muestra será revisado e incluirá un sistema de batalla para mascotas. Habrá nuevos escenarios «JcE» (jugador contra entorno), y nuevos modos de desafío en las mazmorras. Los actuales 25 puntos de los árboles de talentos serán reemplazados por un nuevo sistema de talentos que se otorgan cada 15 niveles. Blizzard ha declarado que hay planes para nueve mazmorras nuevas, tres nuevas incursiones, y cuatro nuevos campos de batalla.

### Argumento
Tras la muerte de Alamuerte las confrontaciones entre la Horda y la Alianza por el control del nuevo Azeroth se vuelven más hostiles que nunca. En la batalla entre dos buques contrarios es descubierta una isla, la Isla Errante, en la cual viven unos Pandaren que abandonaron el mítico continente de Pandaria hace siglos, y que deciden libremente unirse a la Alianza o a la Horda para ayudarles en la reconstrucción de Azeroth. Más adelante, la bruma mística que rodea el continente de Pandaria se disipa, y deja desprotegido el continente para la colonización de la Alianza y la Horda. Hasta allí parten sendas expediciones, una de ellas comandada por el príncipe Anduin Wrynn de Ventormenta y la otra por el general Nazgrim de la Horda. Anduin desaparecerá sin dejar rastro, lo que hará que el rey Varian Wrynn mande una segunda expedición para rescatar a su hijo.
La guerra entre la Horda y la Alianza se centra en el control de este nuevo continente. Ambos contrincantes se tendrán que enfrentar a los males que ya acechan allí y descubrir poderes desconocidos en el antiguo Azeroth. Con los conocimientos aprendidos, la Horda, fragmentada y al mando de Garrosh, recurre a utilizar los maléficos poderes del continente, dejándolo al borde de la destrucción y contaminado por maléficos seres. Estas decisiones de Garrosh de corromper la Horda y destruir a todo contrincante serán puestas en evidencia desde dentro y fuera de la Horda llevándola al enfrentamiento y la división total.

### Pandaria
Pandaria es un nuevo continente que se encuentra al sur de Azeroth, en las antípodas de Rasganorte. Se han anunciado varias zonas: incluyendo el bosque de Jade, el Valle de los Cuatro Vientos, Valle de flores Eternas, estepas Townlong, y la Cumbre de Kun-Lai. El Bosque de Jade será la primera zona, y el punto de entrada para la Alianza y la Horda.
Se contará con un frondoso bosque tropical y diversa agujas de piedra, para introducir al jugador a las razas nativas, los Hozu y los Jinyu. El Templo de la Serpiente Jade Contendrá, una de las nuevas mazmorras, e introducirá al enemigo Sha. En el Valle de los Cuatro Vientos se incluyen las tierras agrícolas de los Pandaren, con una selva costera. El Stormstout Brewery, otra nueva mazmorra, y en este se encuentra el valle.

### La isla errante
La isla errante es una tortuga gigante itinerante, donde habitan los Pandaren, y donde el personaje del jugador empieza la aventura. La abandonan después de elegir una facción.y es donde podrás ver al maestro de los pandaren

## Criaturas y enemigos
Pandaria será el anfitrión de nuevas razas que los jugadores se encontrarán. Uno de ellos es el Jinyu, una raza que es similar a los Murlocs y a los Naga, los Hozu que son parecidos a una raza de monos,y los Verming  que están relacionados con los Kobolds. Las mantis son una raza insectoide que suelen tener previstos ataques e incursiones a Pandaria. Los jugadores se enfrentarán a los Mogu, que fueron los primeros habitantes de Pandaria, y también los Sha, que son "la manifestación de la energía negativa en Pandaria".

## El juego
Blizzard Entertainment ha anunciado que los jugadores no serán capaces de volar en Pandaria hasta que hayan alcanzado el nivel máximo. Habrá casas de subastas dispersas en las cinco zonas de Pandaria.

### Clase Monje
Los monjes usan una fuente de energía, llamada «Chi» a las capacidades básicas como la alimentación Jab-and-roll. El ataque Jab básico se utiliza para generar las fuerzas de la Luz y la Oscuridad, que luego se utilizan para más ataques avanzados (muy similar a lo utilizado en Dragon Ball). La clase monje no tiene ataque automático como las demás clases. Tienen tres especializaciones: Maestro Cervecero (Tanke), Windwalker (DPS), y Mistweaver (Heal). Algunos detalles de la especialización de curación han incluido que se curan a través de la "proximidad", una curación determinada por la cercanía a las estatuas caídas que impulsan la cicatrización y que realizan ataques contra un objetivo enemigo. Blizzard ha anunciado que la elección de la especialización de la curación se da al monje una barra de maná, como los otros sanadores. Los monjes pueden utilizar armadura de tela y cuero, las armas que pueden utilizar son: Armas de puño, hachas de una mano, mazas de una mano, espadas de una mano, armas de asta y bastones. Las razas que pueden ser monjes algunas disponibles en World of Warcraft, es decir, en la Horda: Orco, No-Muerto, Tauren, Trol, Elfo de Sangre, y en la Alianza: Humano, Enano, Elfo de la noche, Gnomo, Draenei y por supuesto los Pandaren que son utilizados en ambas facciones (Horda y Alianza).

### Raza Pandaren
A diferencia de las anteriores razas en World of Warcraft, que están vinculadas a la Alianza o la Horda en el juego de las facciones, los pandaren son una facción neutral en los primeros niveles del juego. Hasta el nivel 10 el personaje del jugador es neutral; entonces el jugador opta por alinearse con cualquiera de los bandos (la Horda o la Alianza). Los idiomas conocidos por los pandarens son los comunes y el pandarian. En una entrevista con Kat Hunter, Chris Metzen, dijo en tono de broma que el idioma pandaren aún no había sido elegido, pero el Pig Latin era un fuerte candidato.

## Anuncio y desarrollo
MMO-Champion informó la posibilidad de que Mists of Pandaria podría ser el título de la próxima expansión basándose en una solicitud de marca por Blizzard presentada el 28 de julio de 2011 y aprobada el 2 de agosto de 2011. Así el título final fue Mists of Pandaria.

### Blizzcon 2011
El 21 de octubre de 2011 Chris Metzen anunció Mists of Pandaria durante la ceremonia de apertura. El 22 de marzo de 2012 empezó la beta cerrada para los jugadores que obtuvieron la promoción del pase anual de Blizzard.
El 25 de julio de 2012 se anunció la fecha de lanzamiento de Mists of Pandaria, que sería el 25 de septiembre de 2012, y con ella las reservas del juego en sus versiones "Edición Digital Deluxe" y "Collector's Edition".

## Vídeos

### Vídeo de presentación
La presentación de Mists of Pandaria fue anunciada el 21 de octubre de 2011 en la BlizzCon. En este vídeo nos muestran la nueva raza incluida en World of Warcraft, los Pandaren, junto con ello se puede visualizar un nuevo continente llamado Pandaria al estilo oriental, aumento de nivel a 90, nuevo sistema de batalla de mascotas y más.

### Cinemática de expansión
La cinemática de Mists of Pandaria fue vista por primera vez el 16 de agosto de 2012 en la gamescom de 2012 (Colonia, Alemania). En la cinemática de la expansión inicia en una batalla en barcos, donde los barcos tanto Horda como Alianza son destruidos, por lo que un orco y un humano llegan a una isla (Continente Pandaria) ahí empiezan a luchar, y mientras luchan aparece Chen Cerveza de Trueno, y ahí muestra sus habilidades de la nueva clase Monje, además se puede visualizar parte del nuevo continente Pandaria. Un vídeo donde sobresale tanto lucha, humor y artes marciales.

## Recepción
La expansión recibió críticas generalmente positivas, con un puntaje de 82 en Metacritic.

### Ventas
El 4 de octubre de 2012, Blizzard había anunciado que 2,7 millones de copias de Mists of Pandaria se habían vendido en la primera semana de su lanzamiento (Cataclismo vendió 3,3 millones de copias en las primeras 24 horas de su lanzamiento), con el mundial base de suscriptores que pasa 10 millones de suscriptores. Según estimaciones de Carol Pinchefsky de Forbes.com, las ventas digitales del juego superaron en número a las ventas minoristas en casi 4: 1 en la primera semana de ventas.
Los comentarios posteriores de los revisores reconocieron que las ventas de casi 3 millones en la primera semana serían deseables y un indicador de éxito para cualquier otra compañía en la industria del juego, pero los revisores dijeron que estas cifras "todavía no se ven bien para el largo plazo". El futuro a largo plazo del exitoso MMORPG de Blizzard "y" probablemente dejó a algunos miembros del equipo en Activision Blizzard preguntándose dónde lo hicieron mal ". El inicio de Pandaria ha sido el más lento de cualquier otra expansión de WoW, con La Ira del Rey Lich y Cataclismo vendiendo más copias en las primeras 24 horas que Pandaria en su primera semana.
A partir del 14 de octubre de 2014, Mists of Pandaria se incluye de forma gratuita con el juego base, similar a las expansiones anteriores.